# 19 Pułk Strzelecki
Uzasadnienie: Wygląda na tą samą zawartość obu artykułów.
19 Pułk Strzelecki (ros. 19-й стрелковый полк) – jeden z pułków piechoty armii Imperium Rosyjskiego.
Pułk sformowano na bazie jednostki utworzonej 13 sierpnia 1854. Święto pułkowe: 7 stycznia. Wchodził w skład 5 Brygady Strzeleckiej 3 Korpusu Armijnego .

## Miejsce stacjonowania
- Suwałki (przed 1 lipca 1903 – po 1 lutego 1913)[1] .

## Historia
Utworzony 13 sierpnia 1864 jako 1 Strzelecki Batalion Rezerwowy z 1 Kompanii 1 Strzeleckiego Batalionu Rezerwowego. Stacjonował we wsi Miedwiedź, gubernia nowogrodzka (Petersburski Okręg Wojskowy). 
Od 31 sierpnia 1870 - 19 Batalion Strzelecki, wchodzący w skład 5 Brygady Strzeleckiej; do 1873 stacjonował w Sokółce (Wileński Okręg Wojskowy); 1883 – batalion stacjonuje w Wilnie (Wileński Okręg Wojskowy), a w 1888 zostaje przeniesiony do Suwałk (Wileński Okręg Wojskowy). 
Od 31 grudnia 1888 – 19 Pułk Strzelecki, choć faktycznie batalion został zreorganizowany w pułk 01 kwietnia 1889. Pułk, wchodzący w skład 5 Brygady Strzeleckiej, stacjonuje w Suwałkach (Wileński Okręg Wojskowy). 
Pod koniec 1900 pułk, jako część brygady, został wysłany do Nadamurskiego Okręgu Wojskowego. W 1901 powrócił na miejsce stałej dyslokacji. 
17 października 1904 roku pułk został zmobilizowany i wprowadzony w życie został stan wojenny, po czym wysłano go na front na Dalekim Wschodzie. Od 1905 pozostawał w czynnej armii na Dalekim Wschodzie, biorąc udział w wojnie rosyjsko-japońskiej. Sztandar pułku został zniszczony w 1905 w pobliżu Mukdenu na rozkaz dowództwa.
02 sierpnia 1905 pułk, jako część Brygady Strzeleckiej, został włączony do I Połączonego Korpusu Strzeleckiego. 10 lipca 1905 został rozbudowany do struktury 4-batalionowej.
09 września 1905 5 Brygada Strzelecka została przemianowana na dywizję. W marcu 1906 1 Połączony Korpus Strzelecki został rozwiązany, a 30 marca 1906 dywizję ponownie przekształcono w brygadę. Pułk powrócił do Suwałk (Wileński Okręg Wojskowy) (RSV).
30 marca 1906 pułk przekształcono na czas pokoju w strukturę 2 batalionów. 31 grudnia 1906 utworzono drużynę karabinów maszynowych. 
W 1910 5 Brygada Strzelecka stała się częścią 2 Korpusu Armijnego (Wileński Okręg Wojskowy), a 14 grudnia 1911 została włączona do 3 Korpusu Armijnego.
Na listę pułkową 7 listopada 1906 za bezinteresowny udział w ratowaniu sztandaru (a właściwie jego fragmentów) zostali wpisani: porucznik Marcin Iwanowicz Szok – za zachowanie monogramu sztandaru, spalonego z powodu beznadziejnej sytuacji pułku, oraz młodszy podoficer Ananij Łobaczew – ranny, zbiegł z niewoli i doniósł o uratowaniu resztek sztandaru.
Po ogłoszeniu mobilizacji 17 lipca 1914 i rozpoczęciu I wojny światowej pułk został przezbrojony i osłaniał granicę w rejonie miasta Suwałki, a od sierpnia 1914 brał udział w walkach na terenie Prus Wschodnich i podczas odwrotu z nich (1 Armia Frontu Północno-Zachodniego). Aby zrekompensować straty poniesione w Prusach, 16 września 1914 do pułku przybył 3 batalion 219 Kotielniczeskiego Pułku Piechoty, tworząc 2 batalion 19 Pułku Strzeleckiego, a wszystkie „rodzime” kompanie połączono w 1 batalion (kompanie 1. i 5. utworzyły nową 1. kompanię, 2. i 6. – 2., 3. i 8. – 3., 4. i 7. – 4. kompanię). We wzmocnionym, dwubatalionowym składzie pułk brał udział w próbach drugiej ofensywy w Prusach Wschodnich jesienią 1914 (12 października 1914 został przeniesiony jako część 5 Brygady Strzeleckiej z 1 do 10 Armii). W styczniu 1915 roku został wraz z całą 5 Brygadą Strzelecką przeniesiony do Warszawy, a stamtąd do Ostrołęki w guberni łomżyńskiej. Latem i jesienią 1915 wycofał się z Polski przez Litwę do miasta Dźwińska w guberni inflanckiej .

## Dowódcy
- 18.10.1895 – 10.01.1898 – pułkownik Wasilij Łanin;
- 15.01.1898 – ХХ.ХХ.1901 – pułkownik Eduard Odyniecki;
- 21.06.1901 – 28.07.1905 – pułkownik Nikołaj Krinicki;
- 12.09.1905 – 27.10.1907 – pułkownik Michaił Jurkiewicz;
- 24.11.1907 – 28.03.1913 – pułkownik Gieorgij Korolkow;
- 26.04.1913 – 22.10.1915 – pułkownik Władimir Iwanow;
- 22.10.1915 – __.__.1917 – pułkownik Dawid Adraziani[1] .

## Polacy w pułku
- Bronisław Adamowicz[1] .